# Anne Tukkers
Pour les articles homonymes, voir Tukkers.
Anne Tukkers née le 2 novembre 2000, est une joueuse néerlandaise de hockey sur gazon. Elle évolue au SV Kampong et avec l'équipe nationale néerlandaise.

## Biographie
Anne est la sœur de Jasper Tukkers, également international néerlandais.

## Carrière
- Elle a été appelée en équipe première en 2022 pour concourir à la Ligue professionnelle 2021-2022 sans jouer le moindre match[1].

## Palmarès
- : 2e à la Ligue professionnelle 2021-2022.
- : 1re à la Coupe du monde U21 2022.